# Fah Lo Suee
Fah Lo Suee es un personaje femenino que fue introducida en la serie de novelas Dr. Fu Manchu del autor inglés Sax Rohmer (1883-1959). Ella es la hija del Dr. Fu Manchu y una mujer rusa no identificada, a veces se muestra como una aliada, a veces se muestra como una rival. La personaje aparece en el cine y las tiras cómicas y los libros de historietas junto a su padre, a veces usando otros nombres, y también se ha convertido en un arquetipo de la Dama Dragón.

## Historial de publicaciones
La personaje Fah lo Suee fue creado en 1917 por Sax Rohmer como la Dama de Si-Fan en la novela The Hand of Fu-Manchu (título original en el Reino Unido: The Si-Fan Mysteries). En la novela Daughter of Fu Manchu  (1931), se la llama Fah lo Suee, un apodo que significa "Dulce Perfume". Fah Lo Suee, es una mente maestra tortuosa por derecho propio, conspirando con frecuencia para usurpar la posición de su padre en Si-Fan y ayudando a sus enemigos tanto dentro como fuera de la organización. Se desconoce su nombre real; Fah Lo Suee era un término cariñoso de la infancia. Se la presenta de forma anónima cuando aún era una adolescente en el tercer libro de la serie y desempeña un papel más importante en varios de los títulos de las décadas de 1930 y 1940. Se la conoce durante un tiempo como Koreani después de que su padre le lavara el cerebro, pero luego recupera su memoria. Al igual que su padre, adopta identidades falsas, entre ellas Madame Ingomar, Queen Mamaloi y Mrs van Roorden. Se enamora del rival de su padre, Denis Nayland Smith. En el cine, el personaje solía ser interpretado por actrices caucásicas como Myrna Loy y Gloria Franklin usando yellowface, como fue el caso del propio Fu Manchu y Charlie Chan, dos actrices asiáticas que interpretaron a la hija de Fu Manchu, pero con nombres diferentes: Anna May Wong fue la princesa Ling Moy en Daughter of the Dragon (1931) y Tsai Chin fue Lin Tang en las cinco películas: The Face of Fu Manchu (1965), The Brides of Fu Manchu (1966). The Vengeance of Fu Manchu (1967), The Blood of Fu Manchu (1968) and The Castle of Fu Manchu (1969).

## Adaptaciones

### Historietas

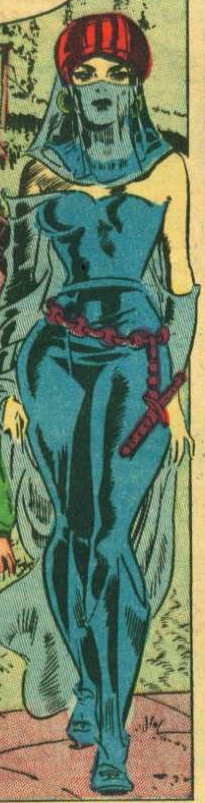
Fah lo Suee en The Mask Of Dr Fu Manchu (1951), arte de Wally Wood.

Fah lo Suee aparece en el one-shot The Mask of Dr. Fu Manchu de Avon (1951) por Wally Wood. A principios de la década de 1970, el escritor Steve Englehart y el artista Jim Starlin se acercaron a Marvel Comics para adaptar la serie de televisión Kung Fu, pero el propietario del programa, Warner Communications, propietario del principal rival de Marvel, DC Comics, le negó el permiso.
 sin embargo, no estaba interesado en su lanzamiento, creyendo que la popularidad del género del programa y de las artes marciales desaparecería rápidamente. En cambio, Marvel adquirió los derechos del cómic del villano pulp de Sax Rohmer, el Dr. Fu Manchú. Desarrollaron a Shang-Chi, un maestro de kung fu, que fue presentado como un hijo previamente desconocido de Fu Manchú. Aunque él mismo era un personaje original, muchos de los personajes secundarios de Shang-Chi  Al principio, solo se adaptaron unos pocos personajes de la serie Fu Manchu, como el Dr. Petrie y Denis Nayland Smith, con quien Fah lo Suee tiene un romance en las novelas, en Master of Kung Fu #26 (portada con fecha de marzo de 1975)., Doug Moench y Keith Pollard adaptaron el personaje para la serie, ella se convierte en aliada de Shang-Chi y el MI-6. Después de que expiró la licencia de Marvel con el patrimonio de Rohmer, Master of Kung Fu fue cancelado en 1983. Su media hermana se convirtió en la directora del MI-6. A pesar de que los problemas posteriores mencionaron personajes de las novelas de forma críptica o se eliminaron por completo. Fah lo Suee reapareció en Journey into Mystery # 514–516, (1997-1998) liderando un cartel de drogas en Hong Kong bajo el nombre Loto Maldito. En Secret Avengers # 6-10 de 2010, el escritor Ed Brubaker eludió oficialmente todo el problema a través de una historia en la que el Consejo de la Sombra resucita una versión zombificada del Dr. Fu Manchu, solo para descubrir que "Dr. Fu Manchu" era solo un alias y que El verdadero nombre del padre de Shang-Chi era Zheng Zu, un antiguo hechicero chino que descubrió el secreto de la inmortalidad y, mientras que el Si-Fan se conoce como  Ha-Dai. Del mismo modo, Fah Lo Suee más tarde pasó a llamarse Zheng Bao Yu en The Fearless Defenders #8 de 2013, escrito por Cullen Bunn, donde aparece liderando el Ha-Dai.

### Cine y televisión

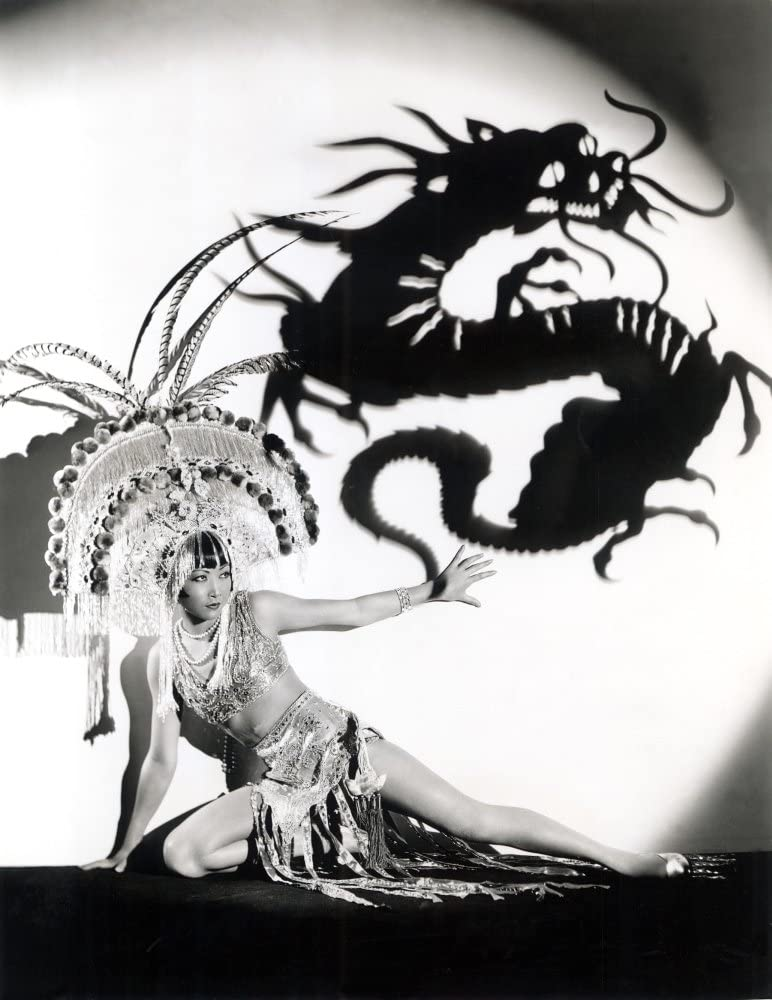
Anna May Wong como la princesa Ling Moy

En películas ha sido interpretada por numerosas actrices a lo largo de los años. Su personaje suele cambiar de nombre en las adaptaciones cinematográficas debido a las dificultades con la pronunciación de su nombre.
- Anna May Wong interpretó a la princesa Ling Moy en Daughter of the Dragon (1931).
- Myrna Loy interpretó a Fah Lo See en The Mask of Fu Manchu (1932).
- Gloria Franklin tuvo el papel de Fah Lo Suee en Drums of Fu Manchu (1940).
- Laurette Luez interpretó a Karamaneh en n The Adventures of Dr. Fu Manchu (1956) (1956), pero el personaje se debe más a Fah Lo Suee que a la descripción de Rohmer de Kâramanèh.
- Tsai Chin interpretó a la hija del Dr. Fu Manchu, Lin Tang, en las cinco películas protagonizadas por Christopher Lee de la década de 1960: : The Face of Fu Manchu (1965, The Brides of Fu Manchu (1966). The Vengeance of Fu Manchu (1967), The Blood of Fu Manchu (1968) and The Castle of Fu Manchu (1969).[24][25]
- En Shang-Chi y la leyenda de los Diez Anillos (2021), aparece una personaje llamada  Xu Xialing (interpretada por Meng'er Zhang). Está parcialmente basada en Fah Lo Suee.[26][27][28][29]

### Juegos de rol
- Fah Lo Suee aparece en la aventura Night Moves para el juego de rol Marvel Super Heroes.[30]